# Beaumont (Alta Savoia)
Beaumont è un comune francese di 2 129 abitanti situato nel dipartimento dell'Alta Savoia nella regione dell'Alvernia-Rodano-Alpi.

## Società

### Evoluzione demografica
Abitanti censiti